# Xylotrechus biimpressus
Xylotrechus biimpressus là một loài bọ cánh cứng trong họ Cerambycidae.